# Rotterdam-klassen
Rotterdam-klassen er en klasse bestående af to amfibieskibe i Koninklijke Marine. Begge skibe, Hr.Ms. Rotterdam und Hr.Ms. Johan de Witt, er de største skibe i den hollandske flåde og er rygraden i det hollandske marineinfanteri, Korps Mariniers. Johan de Witt er yderligere udrustet med kommunikationsudstyr og plads således at det er i stand til at varetage ledelsen af en større flådestyrke samtidig med en landoperation.

## Design og konstruktion
Planlægningen for amfibieskibene begyndte i Korps Mariniers tilbage i 1950'erne. I starten af 1960'erne erkendte flådeledelsen behovet for fartøjer til brug for amfibie krigsførelse. I 1984 begyndte planlægningen, i 1988 blev der nedsat en kommission der skulle fastlægge specifikationerne for de nye skibe. To år senere, i 1990, udviste den spanske regering interesse for to sådanne skibe. I juni 1992 blev et memorandum underskrevet der fastsatte sammenarbejdet om bygning af skibene. I januar 1993 begyndte arbejdet med fastlæggelse af de nøjagtige specifikationer. Det arbejde var færdiggjort ved udgangen af 1993. De spanske skibe, benævnt Galicia-klassen ville blive bygget ved Bazan værftet. Den 30. juni 1993 godkendte det hollandske parlament at man indledte kontraktforhandlinger med Royal Schelde værftet i Vlissingen om konstruktionen af ét skib. Den 1. april 1994 var forhandlingerne færdiggjort og den 25. april var kontrakten underskrevet. Køllægningen af Hr.Ms. Rotterdam fulgte den 25. januar 1996 og i februar 1997 blev skibet søsat. Den 18. april 1998 blev skibet indsat i aktiv tjeneste. I 1999 tilkendegjorde den hollandske regering at man i 2002 ville bestille en modificeret udgave af skibet. Johan de Witt skulle som flagskib også indeholde stabsfaciliteter til at kunne styre en kombineret Task force. Kølen blev lagt den 18. juni 2003 ved Royal-Schelde, løb af stabelen den 13. maj 2006 og indgik i aktiv tjeneste den 30. november 2007.

## Teknik

### Skrog og fremdrift
Skibene er bygget i modulære dele, Rotterdam er 166,20 meter lang, søsterskibet Johan de Witt er med 176,35 meter godt ti meter længere. Rotterdams bredde er 27 Meter hvorimod søsterskibets bredde er 29,20 Meter. Dybgangen på begge skibe er gennemsnitlig 5,90 meter og deplacement ligger på 12.750 tons ved Rotterdam og 16.500 tons ved Johan de Witt. Begge skibe er dieselelektriske. Fire Stork-Wärtsila dieselmotorer med tilsammen 19.800 HK (12 MW) er koblet sammen med generatorer, der sørger for strøm til de fire Holec elektromotorer, der med 16.320 HK på hver aksel driver propellerne. Den maksimale fart er 18 til 20 knob, Rækkevidden ligger på ca. 6.000 sømil ved 12 knobs hastighed.

### Kapacitet
Skibene råder over en 56 gange 25 meter stor helipad, hvorpå der kan lette eller lande to helikoptere samtidig. Hangaren har plads til fire EH-101 helikoptere eller seks af den lidt mindre EHI NH90 type. Helipaden på Johan de Witt er forstærket således at også en CH-47 Chinook helikopter kan lande derpå. Hangaren er også udrustet med omfattende faciliteter således at man kan lave normal vedligeholdelse samt større reparationer på helikopterne.
Den agterste region under dæk er brugt til at indrette en tørdok der kan fyldes med vand til en dybde på 2,20 meter. Dækket har plads til seks landgangsfartøjer eller fire større landgangsfartøjer med plads til to pansrede mandskabsvogne eller tre lastbiler. På det 902 m² interne vogndæk har man plads til yderligere fartøjer. I alt er der plads til 30 Kampvogne eller 90 pansrede mandskabsvogne. Et skib i klassen er i stand til at underbringe en bataljon fra Korps Mariniers (611 soldater). Johan de Witt kan desuden medbringe en stab op til 400 mand. Et fuldt udrustet sygehus med 10 intensivpladser, røntgenudstyr og operationsstuer kan behandle op til 100 mand samtidig.

### Bevæbning og elektronik
Skibene er kun udstyret med forsvarsvåben. To Goalkeeper CIWS forsvarer skibet med missiler og bliver understøttet af fire SRBOC missilvildledningssystemer (chaff og flares. Til forsvar mod hurtiggående både eller små overflademål kan maskingeværer og maskinkanoner installeres. Skibene er også udstyret med et AN/SLQ-25 Nixie torpedovildledningssystem.
Som luftvarslingsradar benytter Rotterdam en DA08-3D-Radar fra Thales Nederlands og Johan de Witt benytter en VARIANT 2-D mk2 radar. En Kelvin Hughes ARPA benyttes til overfladevarslingsradar samt et infrarødt ildledelsessystem.
Skibenes Command & Control systeme er baseret på det amerikanske US Joint Maritime Command Information System og er udstyret med Link 11 og Link 16 dataforbindelser, satellitforbindelser og 14 brugerkonsoller til hele systemet. Systemet muliggør at man fra skibet kan styre en komplet amfibisk styrke, inklusiv alle luftfartøjer og skibe der hører til styrken.

## Skibe i klassen
| Pennant            | Navn               | Kølen lagt         | Søsat              | Indgået            | Skæbne             | Kaldesignal        |                    |
| Hollandske enheder | Hollandske enheder | Hollandske enheder | Hollandske enheder | Hollandske enheder | Hollandske enheder | Hollandske enheder | Hollandske enheder |
| ------------------ | ------------------ | ------------------ | ------------------ | ------------------ | ------------------ | ------------------ | ------------------ |
| L800               | Rotterdam          | 25. januar 1996    | februar 1997       | 18. april 1998     | -                  | PARD               |                    |
| L801               | Johan De Witt      | 18. juni 2003      | 13. maj 2006       | 30. november 2007  | -                  | PAJW               |                    |